# Tsq'escenemc
Tsq'escenemc (Tsq'escen’, Canim Lake, Canim Lake Indian Band) /=The People of Broken Rock,/ jedna od bandi Shuswap Indijanaca čije je podrijetlo od Stietamuka ili Lake Shuswapa. U prošlosti njihovo selo (po Swantonu) nazivalo se Tskasken (odakle današnji oblici Tsq'escen’ i Tsq'escenemc). Njima srodni bili su stanovnici sela Lake la Hache (Hatlinten ili Hallinten) i Green Timber (Pelstsokomus).
Hodge ih navodi kao Kenim Lake navodeći da im je populacija 1902. iznosila 87; 72, 1911. Od ostalih naziva za njih postojale su razne inačice imena Canim lake, to su: Kaninis' Tribe, Kanim Lake, Kaninim Lake.
Tsq'escenemc su danas naseljeni oko 130 kilometara jugoistočno od Williams Lake na 6 rezervata (reserves): Canim Lake Indian Reserve 1, Canim Lake Indian Reserve 2, Canim Lake Indian Reserve 3, Canim Lake Indian Reserve 4, Canim Lake Indian Reserve 5 i Canim Lake Indian Reserve 6. Populacija im je 2007. iznosila 560.

## Vanjske poveznice
- The Tsq'escenemc: The People of Broken Rock  Arhivirana inačica izvorne stranice od 12. prosinca 2010. (Wayback Machine)